# 戈爾尼克穹丘

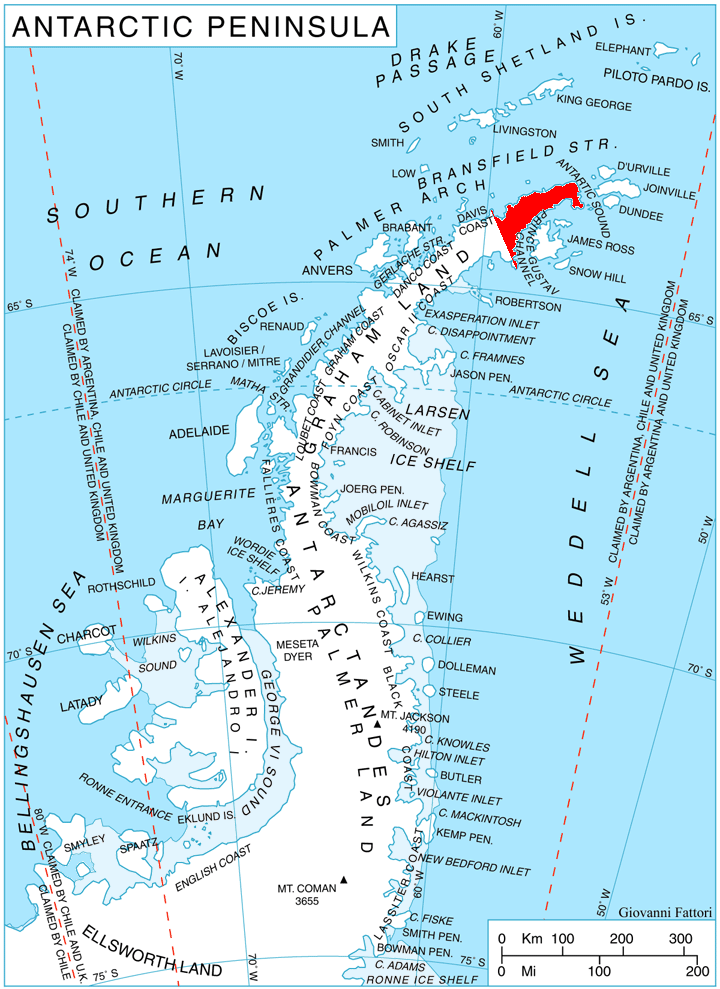

戈爾尼克穹丘（英語：Gornik Knoll）是南極洲的穹丘，位於葛拉漢地的特里尼蒂半島，處於麥卡爾曼峰西南面3.97公里和克里布爾山東北面2.71公里，以保加利亞北部鄉鎮命名。

## 外部連結
- SCAR Composite Antarctic Gazetteer（页面存档备份，存于）.

63°37′36″S 57°51′22″W / 63.62667°S 57.85611°W